# Orešje Okićko
Orešje Okićko is een plaats in de gemeente Jastrebarsko in de Kroatische provincie Zagreb. De plaats telt 10 inwoners (2001).